# Карпинето
Карпинето (фр. Carpineto, корс. Carpinetu) — коммуна во Франции, находится в регионе Корсика. Департамент коммуны — Верхняя Корсика. Входит в состав кантона Кастаньичча. Округ коммуны — Корте.
Код INSEE коммуны — 2B067.

## Население
Население коммуны на 2008 год составляло 26 человек.
| 1962 | 1968 | 1975 | 1982 | 1990 | 1999 | 2008 |
| ---- | ---- | ---- | ---- | ---- | ---- | ---- |
| 51   | 71   | 36   | 29   | 15   | 11   | 26   |

## Экономика
В 2007 году среди 12 человек в трудоспособном возрасте (15—64 лет) 9 были экономически активными, 3 — неактивными (показатель активности 75,0 %, в 1999 году было 50,0 %). Из 9 активных работали 9 человек (4 мужчины и 5 женщин), безработных не было. Среди 3 неактивных 1 человек был пенсионером, 2 были неактивными по другим причинам.